# (2443) Tomeileen
(2443) Tomeileen ist ein Asteroid des Hauptgürtels, der am 24. Januar 1906 vom deutschen Astronomen Max Wolf in Heidelberg entdeckt wurde.
Benannt wurde der Asteroid nach den Eltern von Brian Marsden, Thomas und Eileen Marsden.